# Günther Einert

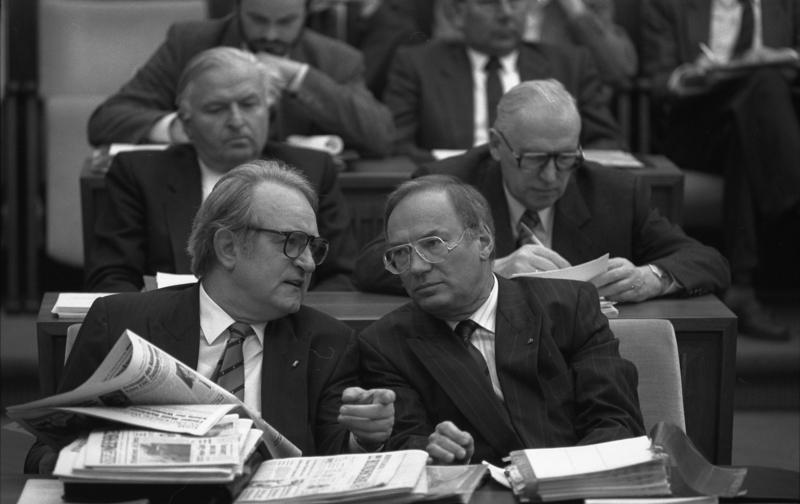
Günther Einert (vorne rechts) im Jahr 1988 bei einer Bundesratssitzung mit Johannes Rau (vorne links)

Günther Einert (* 12. Oktober 1930 in Langenöls, Schlesien; † 30. Juli 2015) war ein deutscher Politiker (SPD).
Er war von 1964 bis 1974 Oberbürgermeister in Iserlohn, von 1983 bis 1990 Minister für Bundesangelegenheiten und von 1990 bis 1995 Minister für Wirtschaft, Mittelstand und Technologie in Nordrhein-Westfalen.

## Karriere
Nach dem Realschulabschluss absolvierte Einert 1946 bis 1948 eine Lehre als Schlosser und bis 1953 eine Lehre als Schweißer. Im Jahr 1947 übersiedelte er aus Görlitz nach Westdeutschland und arbeitete bei Ford in Köln und Bayer in Leverkusen. Dort hatte er auch Kontakt mit der Arbeit von Betriebsräten. Er erlangte anschließend auf dem zweiten Bildungsweg 1953 die Hochschulreife und studierte Wirtschaftswissenschaften an der State University in Illinois, (USA) sowie 1956 bis 1958 mit einem Stipendium des DGB an der Hochschule für Wirtschaft und Politik in Hamburg. Einert schloss das Studium als Diplom-Volkswirt ab, arbeitete 1958 bis 1960 als Rechtsschutzsekretär beim Deutschen Gewerkschaftsbund (DGB) und war 1960 bis 1980 Geschäftsführer beim DGB im Kreis Mark.
Seit 1951 war Einert Mitglied der SPD. Er wurde Mitglied im SPD-Bezirksvorstand Westliches Westfalen und beratendes Mitglied des SPD-Landesvorstands Nordrhein-Westfalen.
Einert wohnte seit 1959 in Iserlohn, war 1962 bis 1984 Ratsmitglied der Stadt Iserlohn und leitete 1975 bis 1980 die SPD-Ratsfraktion.
Dem Landtag von Nordrhein-Westfalen gehörte er vom 24. Juli 1966 bis 25. Juli 1970 und vom 31. Dezember 1971 bis 31. Mai 1995 an. Hier war er u. a. Vorsitzender im Ausschuss für Landesplanung und Verwaltungsreform und amtierte 1980 bis 1983 als Parlamentarischer Geschäftsführer der SPD-Landtagsfraktion.
Einert war von 1964 bis 1974 Oberbürgermeister der Stadt Iserlohn, war seit dem 14. Dezember 1983 Minister für Bundesangelegenheiten sowie Bevollmächtigter  in der nordrhein-westfälischen Landesregierung unter Ministerpräsident Johannes Rau und wechselte am 12. Juni 1990 an die Spitze des Ministeriums für Wirtschaft, Mittelstand und Technologie. Im Zuge einer Regierungsumbildung schied er am 17. Juli 1995 aus dem Ministeramt aus.

## Privates
Günther Einert war verheiratet und hatte drei Kinder.

## Ehrungen
- 1980: Verdienstkreuz am Bande der Bundesrepublik Deutschland
- 1985: Großes Verdienstkreuz der Bundesrepublik Deutschland
- 1988: Großes Verdienstkreuz mit Stern der Bundesrepublik Deutschland